# Bahnhof Ise-Kawaguchi
Der Bahnhof Ise-Kawaguchi (jap. 伊勢川口駅 Ise-Kawaguchi-eki) ist ein Bahnhof auf der japanischen Insel Honshū. Er wird von der Bahngesellschaft JR Central betrieben und befindet sich in der Präfektur Mie auf dem Gebiet der Stadt Tsu.

## Verbindungen
Ise-Kawaguchi liegt an der Meishō-Linie der Bahngesellschaft JR Central. Zwischen Matsusaka und Ise-Okitsu werden täglich acht Zugpaare angeboten, was einem angenäherten Zweistundentakt entspricht. Vor dem Bahnhof hält eine Buslinie der Gesellschaft Mie Kōtsū.
Der Bahnhof Ōmitsu an der Kintetsu Osaka-Linie der Bahngesellschaft Kintetsu liegt rund zweieinhalb Kilometer nördlich.

## Anlage
Der Bahnhof steht im Ortsteil Hakusanchō-Kawaguchi im mittleren Kumozu-Tal. In der Nähe befinden sich ein Golfplatz sowie das Sakakibara-Onsen, das im „Kopfkissenbuch“ von Sei Shōnagon erwähnt wird. Die nicht mit Personal besetzte Anlage ist von Osten nach Westen ausgerichtet und umfasst ein Gleis an einem Seitenbahnsteig, auf dem ein einfaches Wartehäuschen steht. Das frühere Empfangsgebäude existiert nicht mehr, während vom einstigen Kreuzungsgleis noch einzelne Reste zu sehen sind. Es besteht ein Nebengleis für das Abstellen von Wartungsfahrzeugen, das einzige auf der gesamten Strecke.

## Bilder

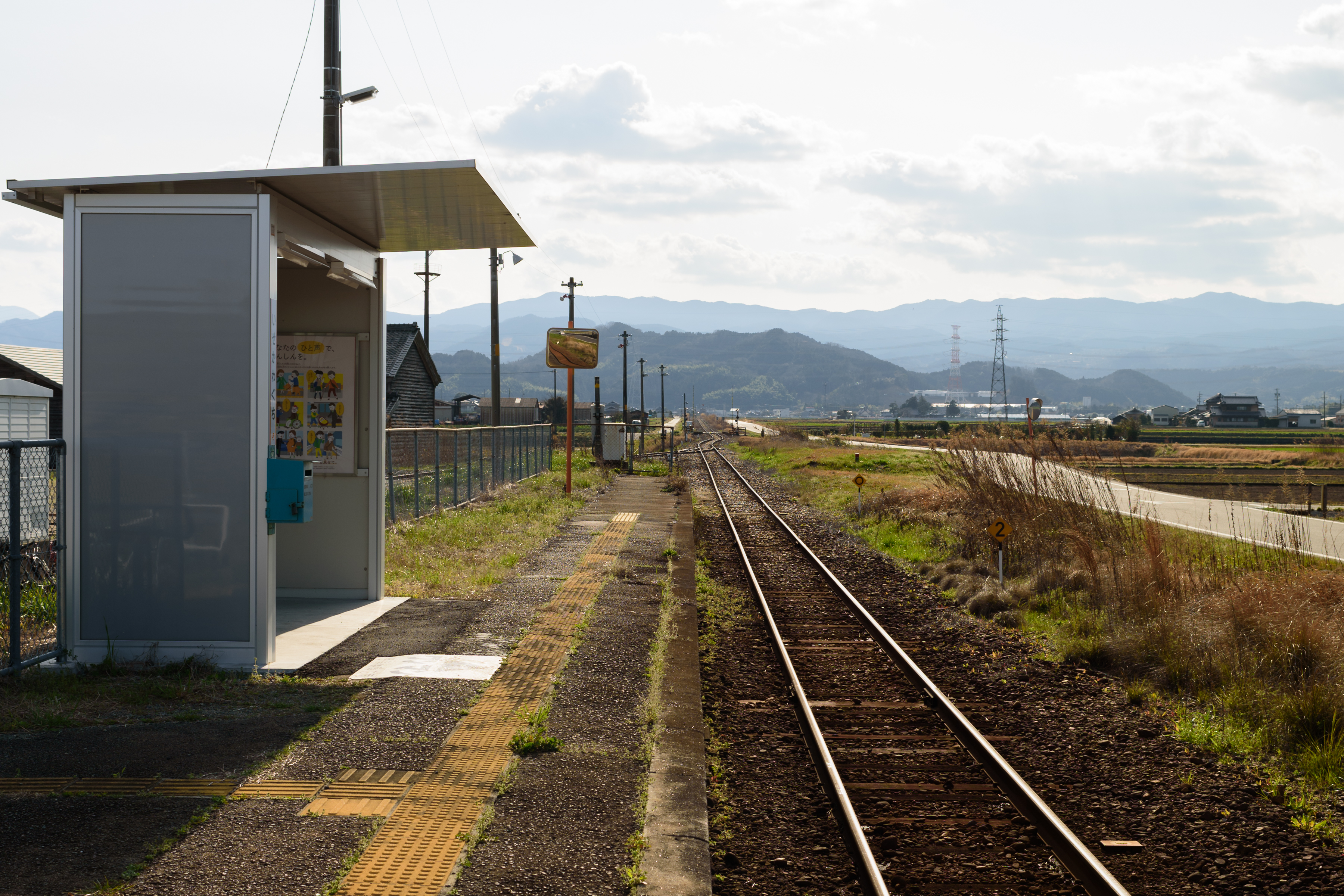
Blick in Richtung Matsusaka
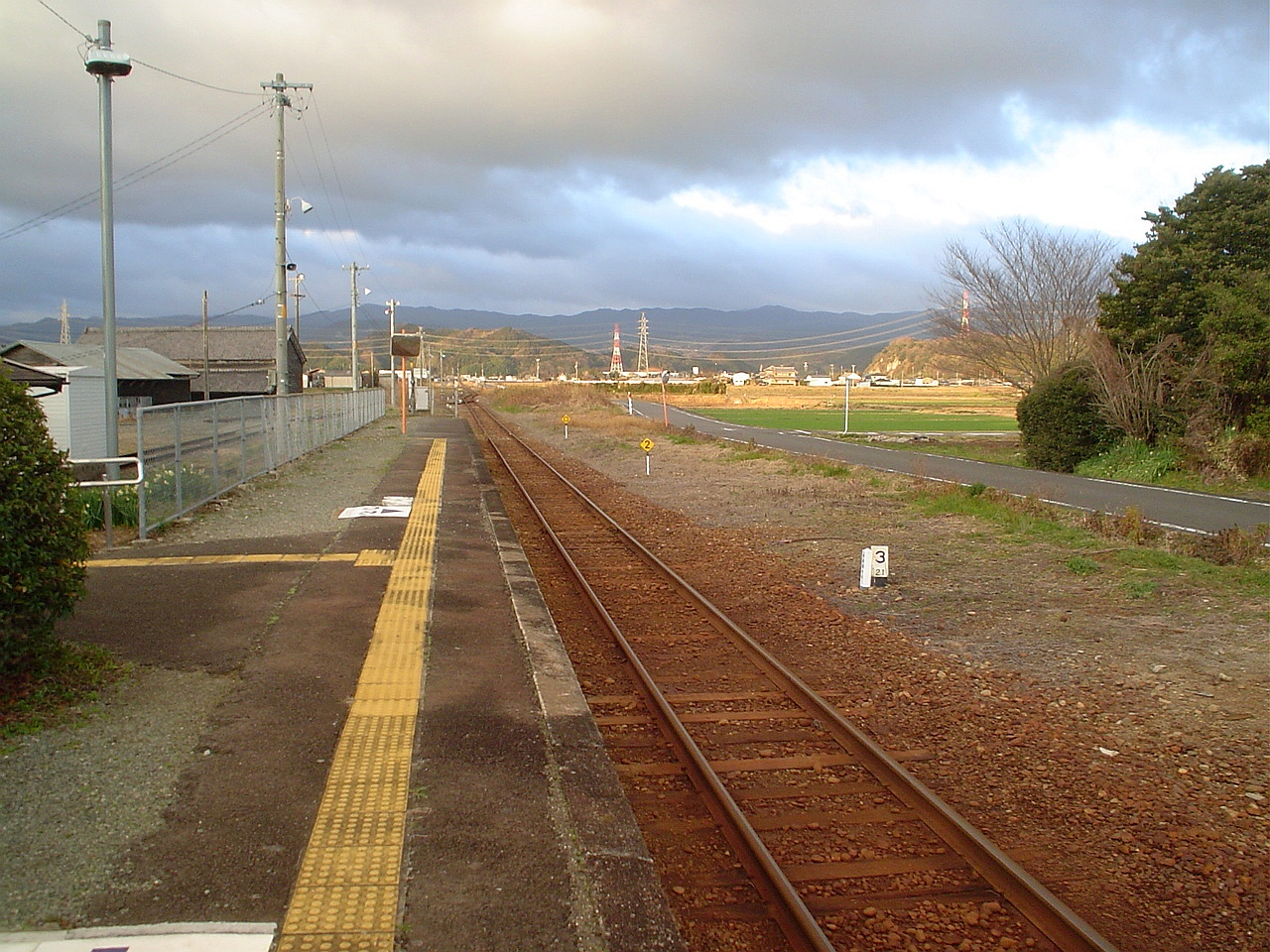
Blick in Richtung Ise-Okitsu
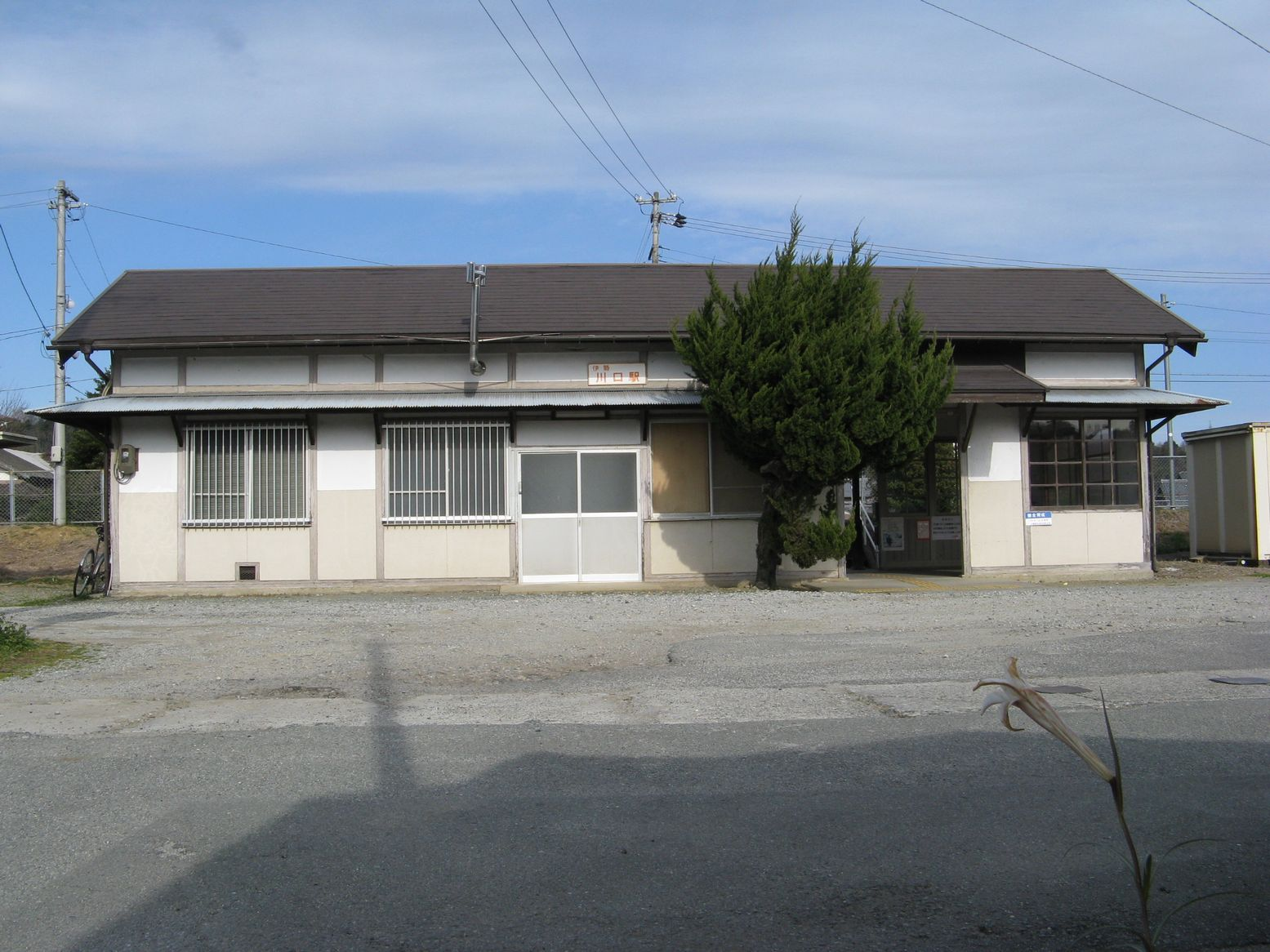
Altes Bahnhofsgebäude (2008)

## Linien
| Verlauf der Meishō-Linie |
| --- |
| Matsusaka • Kaminoshō • Gongemmae • Ise-Hata • Ichishi • Isegi • Ise-Ōi • Ise-Kawaguchi • Sekinomiya • Ieki • Ise-Takehara • Ise-Kamakura • Ise-Yachi • Hitsu • Ise-Okitsu |

## Geschichte
Die lokale Bahngesellschaft Chūsei Tetsudō eröffnete den Bahnhof am 27. November 1925 als westliche Endstation der Chūsei-Bahn in Richtung Tsu, die zum Teil als Straßenbahn errichtet wurde. Das Eisenbahnministerium verlängerte die Meishō-Linie am 11. September 1931 von Isegi über Ise-Kawaguchi nach Ieki und nahm am selben Tag ein Empfangsgebäude in Betrieb. Am 1. Februar 1943 stellte die Chūsei-Bahn ihren Betrieb ein und am 1. Oktober 1965 gab die Japanische Staatsbahn den Güterumschlag auf. Im Rahmen der Staatsbahnprivatisierung ging der Bahnhof am 1. April 1987 in den Besitz der neuen Gesellschaft JR Central über. Diese riss im Dezember 2015 als Teil eines Sanierungsprojekts das Empfangsgebäude ab und ersetzte es im März 2016 durch ein Wartehäuschen auf dem Bahnsteig.